# Myrmica beesoni
Myrmica beesoni är en myrart som beskrevs av Durgadas Mukerjee 1934. Myrmica beesoni ingår i släktet rödmyror, och familjen myror. Inga underarter finns listade i Catalogue of Life.